# 146P/Shoemaker-LINEAR
146P/Shoemaker-LINEAR, komet Jupiterove obitelji. 